# 謝爾曼鎮區 (內布拉斯加州蓋奇縣)
謝爾曼鎮區（英語：Sherman Township）是位於美國內布拉斯加州蓋奇縣的一個行政鎮區。

## 地方資料
謝爾曼鎮區的面積為93.28平方千米，當中陸地面積為92.94平方千米，而水域面積為0.34平方千米。根據2020年美國人口普查的數據，當地共有人口204人，而人口密度為每平方千米2.19人。